# Guillermo Eizaguirre
Guillermo Eizaguirre Olmos (Sevilla, 17 de mayo de 1909-Madrid, 25 de octubre de 1986), más conocido como Eizaguirre, fue un futbolista español. Jugaba de portero, y es una de las leyendas futbolísticas tanto del Sevilla FC, equipo al que perteneció toda su carrera, como de la selección española de fútbol.

## Biografía
Debutó en el Sevilla FC en la temporada 1924-25, y abandonó su carrera futbolística en 1936, con el inicio de la Guerra civil, en la que participó como oficial de la Legión junto al bando sublevado.
Guardameta elegante y espectacular, sus felinas estiradas para capturar los más difíciles balones le otorgaron el apodo del ángel volador.
Ingresa al equipo infantil del Sevilla a los 13 años de la mano de su padre, Eugenio Eizaguire y Pozzi, que entrenaba al equipo inferior de forma altruista, pues era magistrado y que también había sido entrenador del primer equipo.
La carrera de Guillermo es meteórica, y cuando todavía no ha cumplido los 16 pasa al primer plantel, su debut fue en un amistoso ante el Racing de Madrid. 
De carácter abierto y jovial, meticuloso con su atuendo deportivo – fácilmente reconocible en las fotos de aquella época por los dos chalecos de la “uve” roja sobre fondo claro, y el de bandas horizontales en tonos marrones-, sabe ganarse con sus espectaculares intervenciones la admiración de la afición, que en muchas ocasiones saca al guardameta a hombros del recinto deportivo. 
Al Sevilla llega el interés de grandes equipos, en una ocasión la directiva consigue retener a Eizaguirre comprándole un automóvil deportivo “Amilcar”, aunque el jugador quería una Harley Davidson los directivos sevillistas temían por su integridad.
Consigue el Campeonato de Segunda división 1928/29 pero el Racing de Santander vence en la promoción de ascenso, era el mismo rival que un año antes había impedido al Sevilla formar, en la máxima categoría, de la primera edición del Campeonato liguero.
En 1933/34 vuelve a ser campeón con el Sevilla y asciende a la Primera división,
Cuando está en la cima de su carrera, la mala suerte se ceba con él. Una fractura del antebrazo, la víspera del Mundial de fútbol de Italia 1934, le aparta de la lista.
En 1935 consiguió con el Sevilla FC el mayor logro, al proclamarse campeón de Copa frente al Sabadell por 3-0.
Desde el comienzo de la guerra ya solo disputaría algunos partidos amistosos durante la contienda y algún partido de homenaje tras ella, retirándose como futbolista profesional.

## Selección nacional
Fue tres veces internacional con España, hecho nada desdeñable, ya que competía por la portería de la Selección con el mítico Ricardo Zamora.
El primer partido con la selección absoluta lo disputó en Lisboa el 5 de mayo de 1935, posteriormente disputó otros dos encuentros internacionales, el 12 de mayo de 1935, en Colonia, frente a Alemania y el 19 de enero de 1936, en Madrid, contra la selección de Austria. También fue internacional con la Selección B en una ocasión.
Más tarde, una vez retirado del fútbol en activo, fue seleccionador nacional en dos ocasiones, desde 1948 hasta 1956. En una de ellas, la selección española realizó su segundo mejor papel en la historia de los mundiales, alcanzando el cuarto puesto en el Mundial de fútbol de Brasil de 1950, donde Eizaguirre formó tándem en el banquillo junto a Benito Díaz.
Falleció en Madrid el 25 de octubre de 1986, a los 77 años de edad.

## Trayectoria como jugador

### Clubes
| Club       | País   | Año       |
| ---------- | ------ | --------- |
| Sevilla FC | España | 1924-1936 |

## Títulos
- Copa del Presidente de la República. (Actual Copa del Rey): 1934/35.
- 2 Campeonatos de Segunda División: 1928/29 y 1933/34.
- 9 veces campeón de la Copa de Andalucía.